# 平賀隆宗
平賀 隆宗（ひらが たかむね）は、戦国時代の武将。安芸の国人領主平賀氏当主。父は平賀興貞。

## 生涯
大永4年（1524年）、安芸国の国人領主・平賀興貞の嫡男として生まれる。家の慣例に倣い、大内氏の当主・大内義隆より「隆」の偏諱を受けて隆宗と名乗った。
父・興貞が頭崎城主になった後、大内氏・尼子氏への対応で大内派の祖父・平賀弘保と尼子派の父が争う事態となった。隆宗は弟の新九郎（後の平賀広相）と共に祖父に味方した。この争いは合戦にも発展し、天文9年（1540年）、大内義隆の命を受けた毛利元就が介入して頭崎城を落とし、父・興貞は出家、隆宗が平賀氏の家督を継承した。
天文12年（1543年）、備後神辺城主の山名理興が大内氏に反旗を翻した（神辺合戦）。隆宗は他の大内傘下の国人領主らと共に討伐に向かったが、天文18年（1549年）7月3日に陣中で病死した。享年26。家督は義隆の介入によって、小早川氏庶流の平賀隆保が継いだ。

## 参考資料
- 岡部忠夫『萩藩諸家系譜』マツノ書店、1999年1月。
- 萩藩閥閲録
- 歴史群像シリーズ「毛利戦記」（学研）